# Олав Лісоруб
Олав Лісоруб (давньоскан. Ólafr trételgja) — напівлегендарний конунг Вермланду з роду Інґлінґів, родоначальник його норвезької гілки.

## Родовід
- Анунд Першопоселенець, конунґ свеїв (620—640)
  -  Інґ'яльд Підступний, конунґ Свеаланду (640—650)
    -  Олав Лісоруб, конунґ Вермланду
      -  Гальвдан Біла Кістка, конунґ Солеяру, Вестфоллу, Гедмарку, Румеріке і Вермланду
        -  Ейстейн Гальвданссон, конунґ Вестфоллу і Румеріке
        -  Ґудрьод, конунґ Гедмарку

## Життєпис
Практично всі відомості, що стосуються Олава, записані ісландським скальдом Сноррі Стурлусоном в першій сазі «Кола Земного» — в «Сазі про Інґлінґів».
Батьком був Інґ'яльд Анундсон, а матір'ю була Ґаутільда Альґаутсдоттір, донька Альґаута Ґаутрексона, конунга Йоталанду, онука Олава Гострозорого по материнській лінії, правителя Нерке. Вона відправила Олава на виховання до Бове в Вестерйотланд, де він виріс разом зі своїм прийомним братом Саксом, сином Бові, на прізвисько Грабіжник. В той час була загальноприйнятою традиція відправляти дітей на виховання третім особам, з родини або відомим і шанованим людям.
Коли Олав почув про смерть свого батька, він зібрав людей, які бажали піти за ним, і вирішив піти до своїх родичів у Нерке: після звірств його батька свеї почали вороже ставитися до Інґлінґів.
Їм не можна було залишатися в Нерке, коли шведи дізналися про те. Їм довелося йти на захід через непролазні гірські ліси до озера Венерн і гирла річки Кларельвен (де зараз розташований Карлстад). Тут вони поселилися і стали розчищати від лісів землю. Незабаром вони створили цілу провінцію під назвою Вермланд, де могли добре заробляти.
Коли свеї дізналися, що Олав розчищає землю, вони почали збиткуватися з нього і назвали його Лісорубом, вважаючи його становище ганебним. Олав одружився з жінкою на ім'я Сольвейґ, яка була дочкою Гальвдана Ґултанда з Солеяру. Вони мали двох синів, Інґ'яльда Олавсона та Гальдана Білу Кістку, які виховувалися в Солеярі в будинку їх дядька Сельве.
Тим часом Вермланд процвітав. Але це обернулося лихом для Олава: багато людей дізналися про багатство землі і захотіли оселитися там, викликавши перенаселення. Згодом почався голод, в чому звинуватили конунга, бо у свеїв саме правитель вважався відповідальним за процвітання і занепад. Вони, згідно з Сноррі, вирушили проти конунга, і, оточивши його будинок, спалили його. Вони оголосили Олава жертвою Одіну і роздягли, щоб мати добрий рік.
Сноррі приводить рядки Тьодольва з Квінна про це (в перекладі норвезькою Ґустава Шторма, оригінал у виносках):

Og ved vaagen

Olavs lig

ilden slugte,

og glo-fulde

Fornjots søn

Klæderne sved

af Svea-kongen.

Fra Upsaler

drog den ætling

af Lovdes æt

for længe siden.

Проте, ця ж частина містить цікавий епізод. В кінці Сноррі пише, що головний з повсталих свеїв з'ясував, що не конунг був причиною бід, а перенаселення. Ватага несподівано прибуває до Солеяру, де виховувався Гальвдан Біла Кістка, щоб полонити його і поставити своїм правителем. Новоспечений конунг після цього підкоряє Солеяр і Раумарікі.

### Historia Norwegiæ
Коротка «Історія Норвегії» містить цікаву, дуже коротку, і водночас дуже суперечливу відомість:

Ejus filius Olavus cognomento tretelgia diu et pacifice functus regno plenus dierum obiit in Swethia.

Олав Лісоруб там називається королем Швеції, причому наводиться його прізвисько без жодного пояснення.